# Enrique Agüera
Roberto Enrique Agüera Ibáñez (Poza Rica, Veracruz, 7 de junio de 1959) es un académico y político mexicano. Fungió como rector de la Benemérita Universidad Autónoma de Puebla (BUAP), primero con carácter interino para el período 2004-2005, y después, con carácter estatutario para los periodos 2005-2009 y 2009–2013. Participó como candidato a la presidencia municipal de la ciudad de Puebla por parte de la coalición formada por el Partido Revolucionario Institucional y el Partido Verde Ecologista de México para las elecciones estatales de Puebla de 2013.

## Carrera académica
Agüera Ibáñez se graduó como licenciado en Administración Pública por la BUAP en 1986. Cuenta con una Maestría en Derecho Constitucional y Amparo por la Universidad Autónoma de Tlaxcala (UAT), un doctorado en Administración Pública por el Instituto de Administración Pública (IAP) y un postdoctorado por la Universidad de Nuevo México.
En la BUAP, fue director de la Facultad de Administración, vicerrector de docencia, secretario general y rector.
Recibió el grado de doctor honoris causa en 2007 de parte de la Universidad de Camagüey, Cuba, por sus logros y resultados al frente de la Benemérita Universidad Autónoma de Puebla.

### Libros y publicaciones
- El Estado de Puebla: El desarrollo posible. Publicado por la Benemérita Universidad Autónoma de Puebla (Puebla, 2000).
- La reforma electoral de 1996: Un camino hacia la democracia en México. Editado por el Colegio Nacional de Ciencias Políticas y Administración Pública (México, 2000).
- Liderazgo estratégico con un enfoque social (Acercamiento a una visión para un nuevo tipo de liderazgo). Publicado por la Benemérita Universidad Autónoma de Puebla (Puebla, 2003).
- Retos y perspectivas de la educación superior. Publicado por Plaza y Valdés (2005).
- Autor de varios artículos en la revista Gobierno y Gestión, coedición del Instituto de Administración Pública del Estado de Puebla y la Benemérita Universidad Autónoma de Puebla (entre los años 2000 y 2005).

### Reconocimientos y distinciones
- En el año 2000, Mención Honorífica por el trabajo de tesis relacionado con la reforma electoral de 1996 en su titulación como Maestro en Derecho Constitucional y Amparo, por la Universidad Autónoma de Tlaxcala.[cita requerida]
- Premio Hombre del Año 2006 otorgado por el grupo de empresarios radiodifusores “Tribuna Comunicaciones” del Estado de Puebla.[cita requerida]
- En 2007, la Federación Dental Iberoamericana le entregó un reconocimiento por su apoyo a las instituciones de educación superior y su promoción a las actividades de la comunidad universitaria, durante la develación de la escultura conmemorativa al 70 Aniversario de la Facultad de Estomatología de la BUAP.[cita requerida]
- En 2008 recibió la medalla “México Unido”, por parte de la Comisión Interamericana para el Estudio y Análisis Humanos, por su labor en la mejora del nivel académico, la unidad con la que se trabaja (la BUAP) y la vinculación que se ha logrado entre la sociedad y la institución.[cita requerida]
- En 2008, recibió el reconocimiento de la Asociación Nacional de Universidades e Instituciones de Educación Superior (ANUIES) por encabezar la integración de la BUAP al Consejo Nacional de esta asociación.[cita requerida]
- En julio de 2008 recibió la Medalla a la Solidaridad Migrante por parte de la Fundación Pilsen Wellness Center.[cita requerida]
- Reconocido como uno de los 300 líderes de México por la revista Líderes. 2007,[4] 2008 y 2009[5] por su liderazgo y Gestión en la BUAP.
- Invitado a impartir en Colombia la conferencia magistral, "Liderazgo estratégico y responsabilidad social" en el marco de la "Cátedra México" Requiere América Latina liderazgos más comprometidos: rector de la BUAP.[cita requerida]
- Invitado como ponente al Primer Congreso de Mentes Brillantes en Málaga España (octubre de 2010).[cita requerida]

## Carrera política
Agüera Ibáñez fue nombrado candidato al municipio de Puebla por parte de la coalición PRI-PVEM, tras ser el único en registrarse en la contienda interna.
Fue derrotado en la elección del 7 de julio de 2013 por la presidencia municipal al obtener 40.31% de los votos, contra 51.64% de su contendiente, Antonio Gali Fayad.

## Polémicas
Su gestión como rector de la BUAP no estuvo exenta de polémica, pues coincidió este periodo con un mejoramiento considerable en su nivel de vida que al parecer no era compatible con sus ingresos. También fue notable su compadrazgo con el exgobernador priista de Puebla Mario Plutarco Marín Torres, acusado de desviar recursos y endeudar al estado de Puebla.
En 2010 se reveló a través del noticiero de Denise Maerker que había adquirido varios inmuebles como casas, ranchos y hoteles a través de prestamistas y familiares cercanos en Puebla, Veracruz y Quintana Roo. También fue notorio el uso de aeronaves rentadas, compras de lujo, y cirugías estéticas que no concuerdan con sus ingresos reportados. Esto se calificó en la investigación periodística como "enriquecimiento inexplicable". Su compadrazgo en 2008 con el entonces gobernador de Puebla Mario Plutarco Marín Torres fue otro de los motivos que levantaron sospechas sobre el origen de sus recursos.
El lanzamiento de la carrera de su hija como estrella de pop también causó revuelo en la prensa. En la inauguración del estadio universitario de la BUAP se presentó Brenda Agüera, hija del entonces rector, después de otros músicos mexicanos como Kalimba, La Arrolladora Banda El Limón y Yuri. El uso de recursos públicos para el lanzamiento de su hija fue motivo de críticas.
Durante la campaña para presidente municipal de Puebla, se hizo viral el hashtag #masterbuap (analogía a la publicidad de Mastercard), acompañado de un vídeo en el que se mofan de la opulencia en el estilo de vida del exrector Enrique Agüera y sus hijas. Asimismo, se hicieron populares los hashtags #AdoptameAguera y #LadyPoblana, que hacen referencia a la vida de lujo que lleva su familia.